# 1178

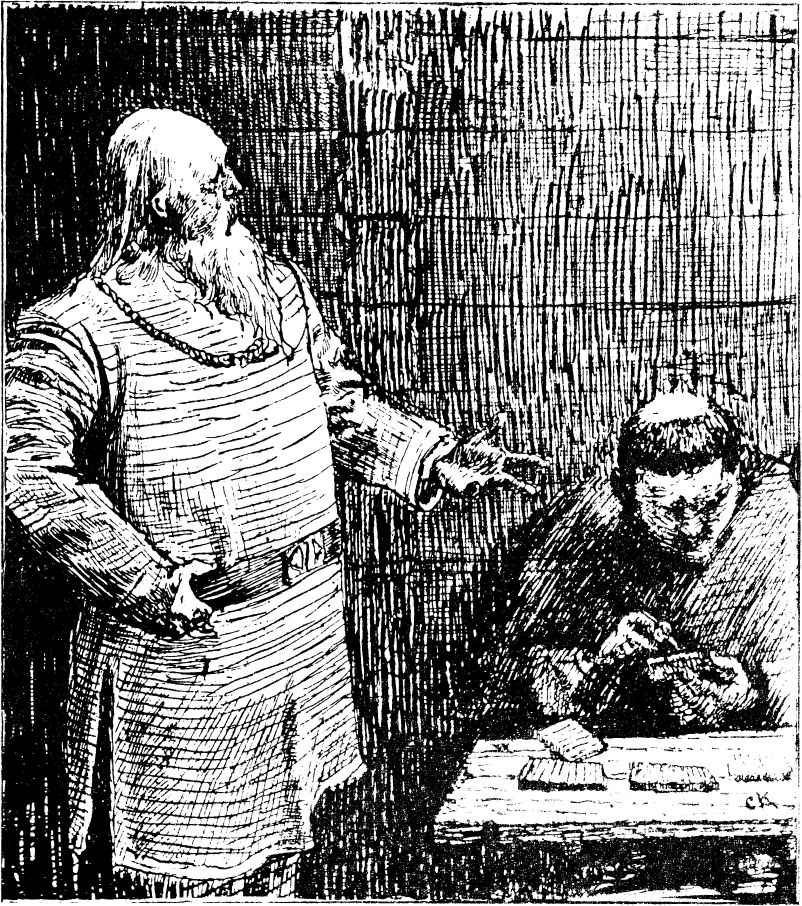
Snorri Sturluson. Ilustração de Christian Krohg para a edição das sagas Heimskringla, em 1899.

| Calendário gregoriano                                                        | 1178 MCLXXVIII                                       |
| Ab urbe condita                                                              | 1931                                                 |
| Calendário arménio                                                           | 627 – 628                                            |
| Calendário bahá'í                                                            | -666 – -665                                          |
| Calendário budista                                                           | 1722                                                 |
| Calendário chinês                                                            | 3874 – 3875 Início a 21 de janeiro (aproximadamente) |
| Calendário copta                                                             | 894 – 895                                            |
| Calendário etíope                                                            | 1170 – 1171                                          |
| Calendários hindus - Vikram Samvat - Calendário nacional indiano - Cáli Iuga | 1233 – 1234 1099 – 1100 4278 – 4279                  |
| Calendário Holoceno                                                          | 11178                                                |
| Calendário islâmico                                                          | 573 – 574                                            |
| Calendário judaico                                                           | 4938 – 4939                                          |
| Calendário persa                                                             | 556 – 557                                            |
| Calendário rúnico                                                            | 1428                                                 |
| Calendário solar tailandês                                                   | 1721                                                 |

1178 (MCLXXVIII na numeração romana) foi um ano comum do século XII do Calendário Juliano, da Era de Cristo, a sua letra dominical foi A (52 semanas), teve início a um domingo e terminou também a um domingo. No reino de Portugal estava em vigor a Era de César que já contava 1216 anos.
| Ano completo                    |
| ------------------------------- |
| Ano comum com início ao domingo |

## Eventos
- Importante expedição em território muçulmano do infante D. Sancho, futuro rei de Portugal, que alcançou e destruiu os arredores de Sevilha, na margem direita do rio Guadalquivir.

## Nascimentos
- 23 de setembro - Snorri Sturluson, historiador, poeta e político islandês.
- 22 de Dezembro - Antoku, 81º imperador do Japão.

## Mortes
- Amadeu I de Genebra foi conde de Genebra, (n. 1098).
- Pedro II, Rei de Aragão (m. 1213).
- Fernão Peres de Guimarães, Senhor de Melo.